# Eddie Phillips
Edwin Michael Phillips (Londres, 15 de Agosto de 1945), mais conhecido como Eddie Phillips, é um guitarrista britânico, famoso por seu trabalho com a banda The Creation.
Além de seu trabalho com o The Creation, Eddie ganhou notoriedade também pelo pioneirismo no uso do arco de violino para tocar guitarra. Ele experimentou esta técnica enquanto estava em sua primeira banda, o Mark Four, e aperfeiçoou o estilo com o The Creation, gravando o som em vinil nos únicos sucessos das paradas britânicas da banda, "Making Time" e "Painter Man", ambos lançados em 1966. Embora Phillips tenha sido o pioneiro, Jimmy Page, do Led Zeppelin, mais tarde popularizou a técnica para um público mais amplo, levando muitos a acreditar erroneamente que Page, e não Phillips, havia sido o pioneiro do estilo.
Depois de deixar por um breve período o The Creation, Phillips juntou-se à banda da cantora P. P. Arnold, participando de seu hit "Angel of the Morning" e do álbum Kafunta antes de encerrar sua carreira na música e se tornar um motorista de ônibus.
Na década de 1970, ele se reuniu com o produtor Shel Talmy, do The Creation, lançando o single "Limbo Jimbo".
Além de ser guitarrista, Phillips também era um compositor e um cantor talentoso. Ele ajudou a compor muitas das canções mais conhecidas do The Creation, como "Painter Man" e "Making Time". Versões cover de suas canções de sucesso incluem o hit "Painter Man" de Boney M. e "Teacher, Teacher" de Rockpile. "Making Time" foi destaque na trilha sonora do filme Rushmore, de 1998, e "Teacher, Teacher" apareceu nos créditos de abertura do filme Bad Teacher de 2011.

## Discografia
Solo
- 1990 - Riffmaster Of The Western World
- 2011 - Woodstock Daze